# 银浪街道
银浪街道，是中华人民共和国黑龙江省大庆市让胡路区下辖的一个街道办事处。

## 行政区划
银浪街道下辖以下地区：
为民社区、平安社区、连心社区、发展社区、创新社区、物探社区、银浪社区、乘新社区、银河社区和温馨家园社区。